# Tāzehābād (ort i Kurdistan, lat 35,64, long 47,14)
Tāzehābād (persiska: تازِهابادِ بُزُنقَران, تازِهابادِ بِزِنقِران, تازه آباد, Tāzehābād-e Bozonqarān, Tāzehābād-e Bozon Qarān, تازه آباد بزن قران) är en ort i Iran.   Den ligger i provinsen Kurdistan, i den nordvästra delen av landet, 400 km väster om huvudstaden Teheran. Tāzehābād ligger 1 921 meter över havet och antalet invånare är 365.
Terrängen runt Tāzehābād är huvudsakligen kuperad, men åt nordväst är den platt. Terrängen runt Tāzehābād sluttar söderut. Runt Tāzehābād är det ganska tätbefolkat, med 124 invånare per kvadratkilometer. Närmaste större samhälle är Bāyanchūb, 16,5 km väster om Tāzehābād. Trakten runt Tāzehābād består i huvudsak av gräsmarker.